# Cyatholipus icubatus
Cyatholipus icubatus is een spinnensoort in de taxonomische indeling van de Cyatholipidae.
Het dier behoort tot het geslacht Cyatholipus. De wetenschappelijke naam van de soort werd voor het eerst geldig gepubliceerd in 1987 door Charles E. Griswold.